# Krty
Krty (deutsch Gerten) ist eine Gemeinde in Tschechien. Sie liegt drei Kilometer westlich von Jesenice und gehört zum Okres Rakovník.

## Geographie
Krty befindet sich auf dem Gebiet des Naturparks Jesenicko im Rakonitzer Hügelland. Durch das Dorf fließt der Krtský potok, gegen Südosten liegt das Tal des Rakovnický potok mit dem Teich Velký rybník. Westlich liegt der Teich Velečínský rybník, im Nordwesten der Blatno. Nordöstlich erhebt sich der Špičník (484 m), im Südosten der Plavečský vrch (603 m), der Drahoušský vrch (549 m) und der Přívraty (594 m) sowie südlich die Krtská hora (525 m). Am südlichen Ortsrand verläuft die Bahnstrecke Rakovník–Bečov nad Teplou.
Nachbarorte sind Nouze, Stebno, Poustka und Petrohrad im Norden, Chotěšov, Bedlno und Omáčkovna im Nordosten, Jesenice im Osten, Plaveč, Drahouš, Rybárna, Tlestky und Otěvěky im Südosten, Žďár, Podbořánky und Ostrovec im Süden, Velečín, Pastuchovice und Sklárna im Südwesten, Tis u Blatna und Blatno im Westen sowie Jelení, Nová Hospoda, Ležky, Malměřice und Přibenice im Nordwesten.

## Geschichte
Krty entstand als slawische Siedlung, seine Rundlingsform hat sich der Ort bis heute im Wesentlichen bewahrt. Die erste schriftliche Erwähnung von Krriti erfolgte im Jahre 1227, als Kojata IV. von Hrabischitz das Dorf dem Bistum Prag vermachte. Im 14. und 15. Jahrhundert gehörte Krty zu den Gütern der Burg Rabenstein und wurde dann an das Gut Petersburg angeschlossen. Zu den Besitzern gehörten u. a. Jaroslaw Kolowrat-Liebsteinsky d. Ä. auf Petersburg und Sossen, danach dessen Sohn Benedikt. Letzterer tauschte das aus 22 Untertanen bestehende Gut Krty 1597 bei Adam von Stampach gegen das Gut Hokov mit Běsno ein. Nach der Schlacht am Weißen Berg wurde der Besitz des Adam von Stampach konfisziert und Krty im Jahre 1623 für 9116 Schock Meißnische Groschen an Hermann Czernin von Chudenitz verkauft, der Krty wieder dem Gut Petersburg zuschlug. 1639 errichtete Hermann Czernin das Große Czerninsche Familienfideikommiss, das aus den böhmischen Herrschaften und Gütern Petersburg, Gießhübel, Neudek, Schönhof, Sedschitz, Miltschowes, Winař, Welchow, Kost und Kosmanos sowie der schlesischen Herrschaft Schmiedeberg bestand. Im Jahre 1644 wurde er zum Reichsgrafen erhoben. Da die Friedhofskapelle Allerheiligen während des Dreißigjährigen Krieges zerstört worden war, dotierte Hermann Czernin 1651 an ihrer Stelle eine dem hl. Adalbert geweihte kleine Kirche. Im Jahre 1653 lagen noch vier der 25 Anwesen wüst.
Nachdem die Kirche erneut zerstört worden war, erfolgte 1682 ein Neubau. Im 18. Jahrhundert wurde das Dorf gänzlich deutschsprachig.
Zwischen 1737 und 1740 ließ Prokop Czernin von und zu Chudenitz eine neue barocke Kirche erbauen. Der Schulunterricht erfolgte lange Zeit während des Winters in einer kleinen Stube im gemeindlichen Haus Nr. 8. Nach dem Erlass der Allgemeinen Schulordnung für die deutschen Normal-, Haupt und Trivialschulen in sämmtlichen Kayserlichen Königlichen Erbländern prangerte der Jechnitzer Dekan Peter Postler 1786 die unhaltbaren Zustände in der Gertener Schule, in der die Kinder beim Unterricht auf dem Lehmfußboden sitzen mussten, weil der Lehrer weder über Geld noch Geschick zur Ausstattung der Stube mit Schulbänken verfügte, und stellte die Gemeinde vor die Alternative, die Kinder entweder nach Jechnitz zur Schule zu schicken oder in Gerten ein neues Schulhaus zu bauen. 1787 wurde ein neuer Friedhof angelegt. Nach langen Verhandlungen entschied sich die Gemeindevertretung für den Bau eines Schulhauses, das 1792 fertiggestellt wurde. Zugleich wurde Franz Weber als neuer Dorflehrer mit einem festen Jahresgehalt von 28 Gulden angestellt, er unterrichtete 52 Jahre lang die Kinder aus Gerten, Johannesdorf (Ostrovec) und der Schreibermühle (Písařský mlýn). Ab 1841 wurde der Lehrer Ronk aus Jechnitz sein Nachfolger, er versah sein Amt 46 Jahre und erwarb sich zudem große Verdienste beim Obstbau.
Die Reichsgrafen Czernin von und zu Chudenitz hielten den Besitz ohne Unterbrechungen. Zu den Grundherren von Gerten gehörten u. a. Johann Rudolf Czernin von und zu Chudenitz und ab 1845 dessen Sohn Eugen Karl Czernin von und zu Chudenitz.
Im Jahre 1846 bestand das an der alten Karlsbader Straße gelegene Dorf Gerten bzw. Gärten aus 24 Häusern mit 297 deutschsprachigen Einwohnern. Im Ort gab es die Filialkirche des hl. Adalbert, einen obrigkeitlichen Meierhof und ein Wirtshaus. Abseits lagen eine obrigkeitliche Schäferei sowie eine Wasenmeisterei und ein Dominikalhäuschen. Pfarrort war Jechnitz. Bis zur Mitte des 19. Jahrhunderts blieb Gerten zur Fideikommiss-Herrschaft Petersburg untertänig.
Nach der Aufhebung der Patrimonialherrschaften bildete Gerten / Krty ab 1850 eine Gemeinde im Bezirk Saaz und Gerichtsbezirk Jechnitz. Am 24. April 1867 brach in der Scheune des Bürgermeisters ein Feuer aus, das sich rasch ausbreitete und neun Anwesen in Schutt und Asche legte. 1868 wurde Gerten dem Bezirk Podersam zugeordnet. Im selben Jahre vernichtete ein erneuter Großbrand zwei Häuser. Die Johannesdorfer Kinder wurde 1885 in die neue Schule in Weletschin umgeschult. Zwei Jahre später wurde die Gertener Schule geschlossen und die Kinder in Jechnitz unterrichtet. 1897 nahm die Lokalbahn Rakonitz–Petschau–Buchau den Betrieb auf der Bahnstrecke Rakonitz-Luditz auf. Der Brand von 1900, der drei Häuser und mehrere Scheunen vernichtet hatte, gab im selben Jahre den Anstoß zur Gründung einer Freiwilligen Feuerwehr und der Anschaffung einer neuen Feuerspritze. Im Jahre 1902 hatte Gerten 328 Einwohner; das Dorf bestand aus 57 Häusern, von denen zwei unbewohnt waren. Nach der Bodenreform gingen die umliegenden Wälder in den Staatsbesitz über, später würden die der Gemeinde überlassen. In den Jahren 1930 und 1932 lebten in Gerten jeweils 382 Personen. Nach dem Münchner Abkommen wurde die Gemeinde 1938 dem Deutschen Reich zugeschlagen und gehörte bis 1945 zum Landkreis Podersam. 1939 hatte die Gemeinde 347 Einwohner. Nach dem Ende des Zweiten Weltkrieges kam Krty zur Tschechoslowakei zurück und die deutschsprachigen Einwohner wurden vertrieben. Am 1. September 1947 wurde die Schule in Krty nach 60-jähriger Pause wiedereröffnet. 1959 wurde das Schulhaus saniert. Der Okres Podbořany wurde 1960 aufgehoben, seitdem gehört Krty zum Okres Rakovník. Im Jahre 1963 wurde die einklassige Schule in Krty aufgehoben. Am 1. Jänner 1980 erfolgte die Eingemeindung nach Jesenice. Seit dem 24. November 1990 bildet Krty wieder eine eigene Gemeinde. Das Schulhaus dient als Sitz des Gemeindeamtes.

## Granitbrüche
Due erste Erwähnung eines Steinbruches erfolgte am 13. Juni 1634, als Hermann Czernin von und zu Chudenitz mit dem Steinmetzen Jiřík Čihař aus Krty einen Vertrag über den Betrieb eines Mühlsteinbruches an der Krtská hora schloss.
1872 nahm Jaroslav Pokorný den lange Zeit stillgelegten Gertener Granitbruch wieder auf. Der Eisenbahnbau in Nordwestböhmen mit der Errichtung der Eisenbahn Pilsen–Priesen(–Komotau), Jechnitz-Theusing/Buchau sowie der zweigleisige Ausbau der Strecke Komotau-Karlsbad hatte zu einem Aufschwung des Unternehmens geführt. Große Granitblöcke fanden für den Bau von Brücken in Klösterle an der Eger, Warta, Saaz und Tirschnitz, Laun und Pilsen, den Umbau der Prager Kaiser-Franz-Joseph-Brücke, als Königsquader von Drehscheiben sowie als Quader für den Diebergtunnel bei Furth im Wald Verwendung. Des Weiteren fand der blaugraue Granit Verwendung für Treppen und Türstocke zahlreicher neu errichteter öffentlicher Bauten der Umgebung, darunter den Schulen in Drahuschen, Koleschowitz, Koteschau, Podersam, Puschwitz, Rudig, Steben, Herrndorf, Rakonitz und Saaz, Kirchen in Podersam und Saaz sowie das Krankenhaus und Aktien-Brauerei Saaz. Außerdem wurden daraus Grabsteine, Gehwegplatten und Broschen gefertigt. Zwischen 1898 und 1900 beschäftigte Pokorný 100 Personen. Mit Beginn des 20. Jahrhunderts hatte das Unternehmen seinen Zenit erreicht, 1905 hatte das Unternehmen von Jaroslav Pokorný nur noch 50 Beschäftigte. Beispiele aus Gertener Granit gefertigter Kunstwerke sind die Familienstätte von Jaroslav Pokorný in Krty und Dreifaltigkeitssäule in Jesenice.
Der inzwischen gänzlich stillgelegte Granitbruch von Krty ist heute Teil des Naturdenkmals Krtské skály.

## Gemeindegliederung
Für die Gemeinde Krty sind keine Ortsteile ausgewiesen.

## Sehenswürdigkeiten
- Barocke Kirche des hl. Adalbert, sie wurde zwischen 1737 und 1740 anstelle eine Vorgängerbaus aus dem Jahre 1682 errichtet. Die große Glocke stammte aus dem Jahre 1687 und war ein Geschenk von Hermann Jakob Amadeus Czernin von und zu Chudenitz. Sie wurde, wie auch die anderen beiden Glocken von 1687 und 1688 von Nikolaus Löw in Prag gegossen. 1864 brannte der Kirchturm aus. Alle drei Glocken wurde 1943 beschlagnahmt, eine wurde nach dem Zweiten Weltkrieg in Hamburg wiederentdeckt und kam 1947 nach Krty zurück.
- Familiengrabstätte von Jaroslav Pokorný auf dem Friedhof
- Denkmal für die Gefallenen des Ersten Weltkrieges, errichtet 1926. Nach dem Zweiten Weltkrieg wurden die Namen der Gefallenen entfernt
- Naturdenkmal Krtské skály, auf 89 Hektar Fläche in einem felsigen Kiefernwaldgebiet mit dem Steinbruchsee des abgesoffenen Granitbruches südlich des Dorfes
- Naturdenkmal Ostrovecká olšina, südwestlich von Krty
- Wackelstein (Viklan) bei Rybárna

## Söhne und Töchter der Gemeinde
- Günter Rippel (1943–2019), deutscher Handwerksfunktionär